# Carlos Paião
Carlos Manuel de Marques Paião (Coimbra, 1 november 1957 - Rio Maior, 26 augustus 1988) was een Portugees singer-songwriter.
Op 5-jarige leeftijd leerde hij al accordeon spelen. Later werd hij ook producer. In 1983 studeerde hij af als dokter, maar zijn grootste passie was de muziek. Paião vertegenwoordigde Portugal op het Eurovisiesongfestival in 1981 met het lied Play-back, hij werd voorlaatste.
Paião kwam om het leven bij een auto-ongeval toen hij terugkwam van een concert.

## Discografie (beknopt)
Paião schreef zo'n 500 liedjes, sommigen daarvan werden hits.
- Play-back (Eurovisiesongfestival 1981)
- Pó-de-arroz
- Souvenir de Portugal
- Vinho do Porto een duet met Cândida Branca Flor
- Zero-a-zero
- Cinderela
- Marcha do Pião das Nicas
- Ga-Gago
- Meia-dúzia
- Telefonia nas ondas do ar (Radio in the Sea's Waves)

1964: António Calvário · 
1965: Simone de Oliveira · 
1966: Madalena Iglésias · 
1967: Eduardo Nascimento · 
1968: Carlos Mendes · 
1969: Simone de Oliveira · 
1971: Tonicha · 
1972: Carlos Mendes · 
1973: Fernando Tordo · 
1974: Paulo de Carvalho · 
1975: Duarte Mendes · 
1976: Carlos do Carmo · 
1977: Os Amigos · 
1978: Gemini · 
1979: Manuela Bravo · 
1980: José Cid · 
1981: Carlos Paião · 
1982: Doce · 
1983: Armando Gama · 
1984: Maria Guinot · 
1985: Adelaide Ferreira · 
1986: Dora · 
1987: Nevada · 
1988: Dora · 
1989: Da Vinci · 
1990: Nucha · 
1991: Dulce Pontes · 
1992: Dina · 
1993: Anabela · 
1994: Sara Tavares · 
1995: Tó Cruz · 
1996: Lúcia Moniz · 
1997: Célia Lawson · 
1998: Alma Lusa · 
1999: Rui Bandeira · 
2001: MTM · 
2003: Rita Guerra · 
2004: Sofia Vitória · 
2005: 2B · 
2006: Nonstop · 
2007: Sabrina · 
2008: Vânia Fernandes · 
2009: Flor-de-Lis · 
2010: Filipa Azevedo · 
2011: Homens da Luta · 
2012: Filipa Sousa · 
2014: Suzy · 
2015: Leonor Andrade · 
2017: Salvador Sobral · 
2018: Cláudia Pascoal · 
2019: Conan Osíris · 
2021: The Black Mamba · 
2022: Maro · 
2023: Mimicat · 
2024: Iolanda · 
2025: Napa
- Gemeinsame Normdatei: 1127020579
- International Standard Name Identifier: 0000 0003 8365 4247
- Library of Congress Control Number: n2012065280
- MusicBrainz: 1a2c95be-3ad2-4110-bb8d-a1b93e31068d
- Virtual International Authority File: 270693807
- WorldCat: E39PBJrCgqh9vprVTBX744JRrq